# 高木左吉
高木 左吉（たかぎ さきち、生没年不詳）は、戦国時代の武将。諱は政清。幼名は小法師。のちに剃髪し、道斎と号す。

## 略歴
河合某の子として生まれるが、縁戚の高木義清に養子入りし、高木左吉と称する。
織田信長に馬廻として仕え、一乗谷城の戦いなど多くの戦で武功を立てる。その活躍ぶりから、奉行衆の武田左吉と共に「織田の両左吉」と並び称された。
天正10年（1582年）の本能寺の変で信長が死去すると、丹羽長秀、蒲生氏郷に仕えた。蒲生家では武者奉行を務め、数度戦功があったという。
その後の左吉の足取りは明らかではないが、子の源左衛門は池田輝政家臣、河合中務の養子となり、千二百石で仕えている。また、娘は森可政に嫁いだ。